# Maxwell Holt
Maxwell Philip Holt (ur. 12 marca 1987 w Cincinnati) – amerykański siatkarz, grający na pozycji środkowego; reprezentant Stanów Zjednoczonych. 
Jego młodszy brat Samuel, również jest siatkarzem.

## Sukcesy klubowe
Puchar Challenge:
- 2013

Liga włoska:
- 2013

Puchar CEV:
- 2015

Liga rosyjska:
- 2016
- 2015

Superpuchar Włoch:
- 2016, 2018

Liga chińska:
- 2023[4], 2025[5]
- 2024[6]

## Sukcesy reprezentacyjne
Liga Światowa:
- 2014
- 2015

Puchar Świata:
- 2015
- 2019

Igrzyska Olimpijskie:
- 2016, 2024[7]

Mistrzostwa Ameryki Północnej, Środkowej i Karaibów:
- 2017, 2023[8]

Liga Narodów:
- 2019, 2023[9]
- 2018

Mistrzostwa Świata:
- 2018

## Nagrody indywidualne
- 2013: Najlepszy środkowy Pucharu Wielkich Mistrzów
- 2015: Najlepszy środkowy Ligi Światowej
- 2019: Najlepszy środkowy Ligi Narodów
- 2019: Najlepszy środkowy Pucharu Świata